# 拉莫霍内拉
拉莫霍内拉，是西班牙安达卢西亚自治区阿尔梅里亚省的一个市镇。 总面积24km2, 总人口7586人（2001年），人口密度316人/km2。